# Bryolymnia biformata
Bryolymnia biformata là một loài bướm đêm thuộc họ Noctuidae. Nó là loài duy nhất được tìm thấy ở cá dãy núi Huachuca, Patagonia, và Santa Rita ở tây nam Arizona.
Chiều dài cánh trước là 11–12 mm. Con trưởng thành được sưu tập trong khoảng từ giữa tháng 6 và cuối tháng 7.